# باند نر (متروی میلان)
باند نر (انگلیسی: Bande Nere) ایستگاهی در خط ۱ متروی میلان در میلان ایتالیا است. ایستگاه زیرزمینی است و در محله پیزا گیوونی واقع شده است. این ایستگاه در سال ۱۹۷۵ افتتاح شده است.